# Спировка

Спировка — река в России, протекает в Слободском районе Кировской области. Устье реки находится в 767 км по правому берегу реки Вятки. Длина реки составляет 11 км.
Исток реки в лесах в 5 км к западу от центра города Слободской. В верховьях на реке плотина и запруда. Река течёт на восток, перед устьем поворачивает на юг. Приток — Крутец (левый). Протекает многочисленные садовые участки, нижнее течение проходит по северной части города Слободской. Впадает в Вятку в его черте.

## Данные водного реестра
По данным государственного водного реестра России относится к Камскому бассейновому округу, водохозяйственный участок реки — Вятка от истока до города Киров, без реки Чепца, речной подбассейн реки — Вятка. Речной бассейн реки — Кама.
По данным геоинформационной системы водохозяйственного районирования территории РФ, подготовленной Федеральным агентством водных ресурсов:
- Код водного объекта в государственном водном реестре — 10010300212111100031990
- Код по гидрологической изученности (ГИ) — 111103199
- Код бассейна — 10.01.03.002
- Номер тома по ГИ — 11
- Выпуск по ГИ — 1